# Falsophrixothrix humeralis
Falsophrixothrix humeralis är en skalbaggsart som beskrevs av Maurice Pic 1937. Falsophrixothrix humeralis ingår i släktet Falsophrixothrix och familjen Rhagophthalmidae. Inga underarter finns listade i Catalogue of Life.